# Portugeestalige Wikipedia
De Portugeestalige editie van Wikipedia (Portugees: Wikipédia em português of Wikipédia lusófona) is de versie voor het Portugese taalgebied.
De versie ging van start in juni 2001 en op 13 april 2007 werd het 250.000e artikel aangemaakt.
Sinds eind 2004 begon de versie snel te groeien, mede door de sterk toegenomen participatie vanuit Brazilië. In mei 2005 had de versie qua artikelaantallen de Spaanstalige en de Italiaanstalige edities tijdelijk ingehaald.